# カワリバマキエハギ

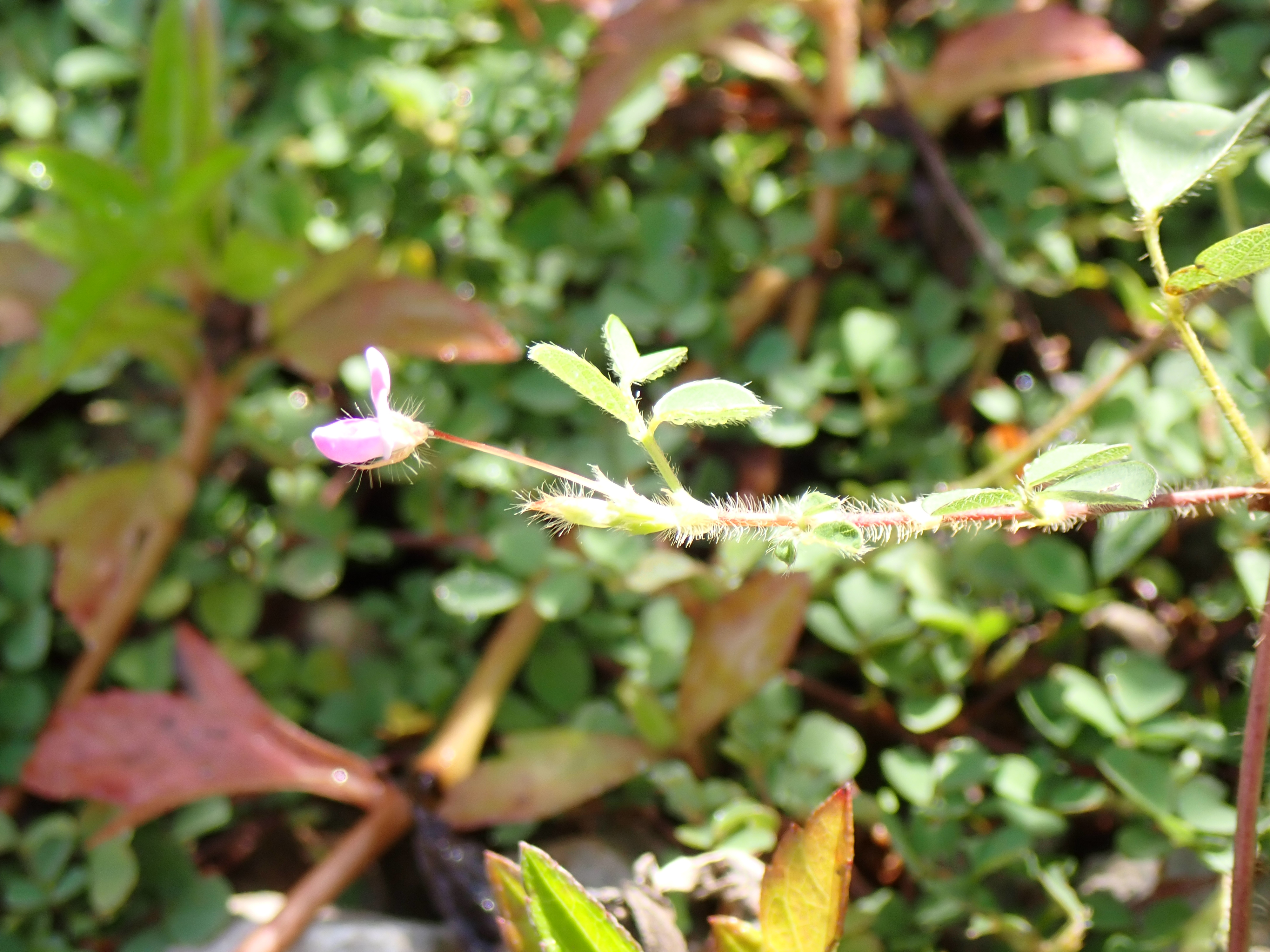
長い花柄をもつ花

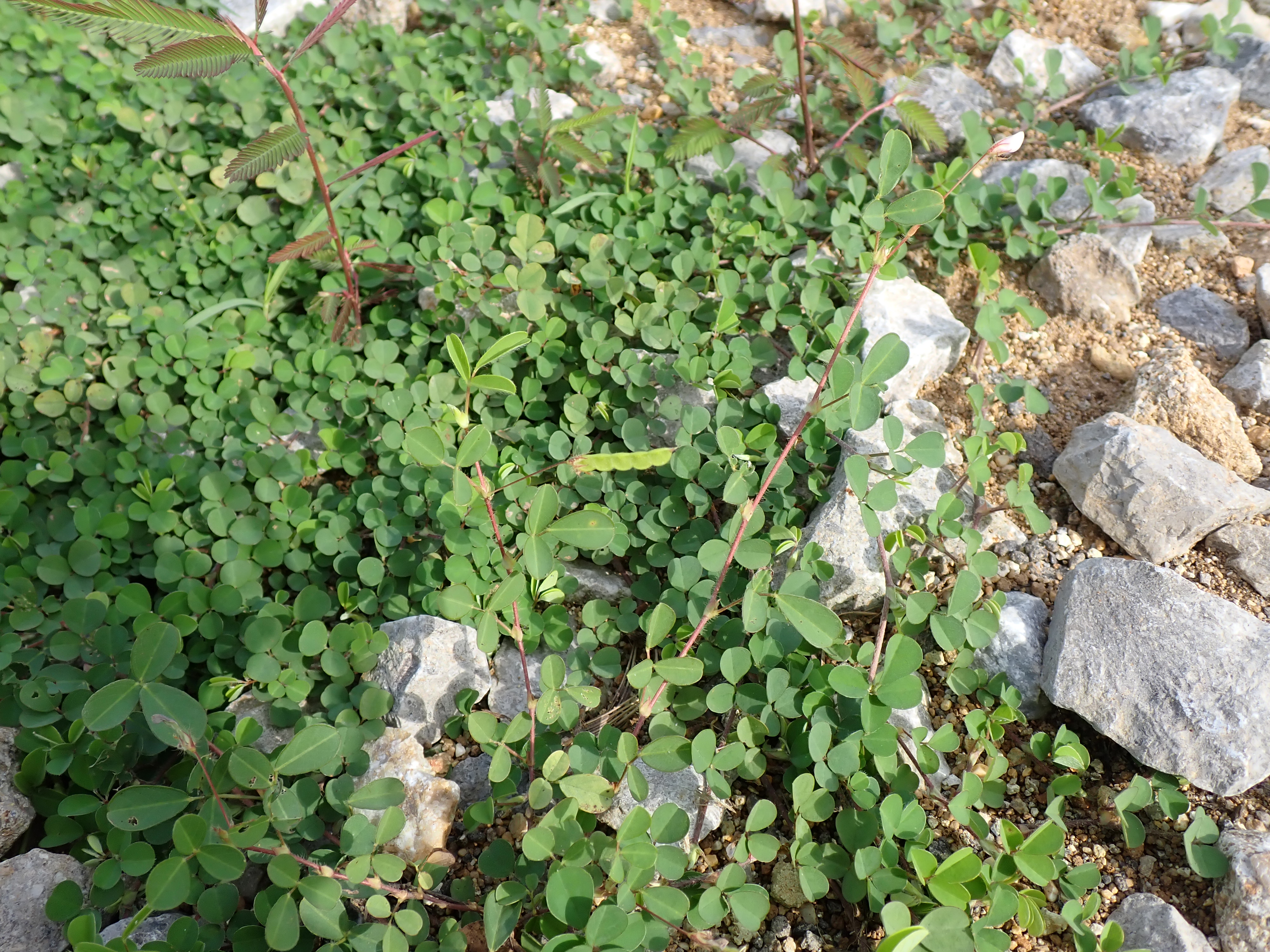
長い果柄をもつ節果と3出複葉が対生するように見える（地際には別種のハイマキエハギが生育）

カワリバマキエハギ（学名：Grona heterophylla）はマメ科シバハギ属の多年草。旧Desmodium属。

## 特徴
茎は細く、分岐・散開して地上を這い、長さ10–35 cmになる。葉は3出複葉が互生する。頂小葉は楕円形または倒楕円形から広楕円状倒卵形と変化が多く、全縁で長さ1.5 cm、先は丸みを帯び鈍頭から凹頭。花序は葉と対生して付くように見え、茎はその位置で仮軸分枝してさらに伸びる。花は桃色～紫色を帯び、長さ5–6 mm。果実は長さ1.5 cmほどの節果で4–5節からなり、各節は長さと幅がほぼ等しく、表面にかぎ毛と長毛がある。上部縫合線は連続し、下部縫合線にはくぼみがある。小果柄は長さ1–2.5 cmで、無毛またはわずかにかぎ毛がある。

## 分布と生育環境
沖縄島、石垣島、西表島、与那国島、小笠原諸島に生育し、まれに日本本土の暖地に帰化。アジア、オーストラリアの熱帯に分布。日当たりの良い原野に生える。

## 近縁種
よく似たハイマキエハギ G. trifloraは、小果柄長が0.3–1.3 cmで本種より短い。